# Muneville-le-Bingard
Muneville-le-Bingard település Franciaországban, Manche megyében. Lakosainak száma 730 fő (2022. január 1.). Muneville-le-Bingard La Feuillie, Geffosses, Millières, Pirou, Saint-Sauveur-Villages és Gouville-sur-Mer községekkel határos.

## Népesség
A település népességének változása:
| Lakosok száma | 684  | 573  | 480  | 620  | 724  | 700  | 693  | 707  | 715  | 730  |
|               | 1968 | 1982 | 1990 | 2006 | 2013 | 2015 | 2017 | 2019 | 2020 | 2022 |